# Konrad Michalak
Konrad Hubert Michalak (Szprotawa, 19 settembre 1997) è un calciatore polacco, centrocampista dell'Ohod.

## Caratteristiche tecniche
È un esterno destro.

## Carriera

### Club
Inizia a giocare a calcio nelle giovanili del Czarni Żagań, prima di passare da Lechia Zielona Góra e Legia Varsavia. Esordisce in prima squadra l'11 dicembre 2016 in occasione del match di campionato vinto 5-1 contro il Piast Gliwice. Il 9 febbraio 2017 si trasferisce in prestito allo Zagłębie Sosnowiec, nella seconda divisione polacca. Il 5 agosto 2017 viene ceduto in prestito al Wisła Płock.
Nel 2019 viene ingaggiato dall'Achmat Groznyj, nel campionato russo. Il 31 gennaio 2020 passa in prestito all'Ankaragücü, nella massima divisione turca. Il 24 agosto 2020 si trasferisce in prestito con diritto di riscatto al Çaykur Rizespor. Il 17 agosto 2021 firma un triennale con il Konyaspor.
Il 12 settembre 2023 viene acquistato a titolo definitivo dall'Ohod, nella seconda divisione saudita. Il 12 settembre 2024 passa in prestito allo Zamalek.

### Nazionale
Nel 2019 è stato convocato agli Europei Under-21, disputati in Italia e a San Marino.

## Statistiche

### Presenze e reti nei club
Statistiche aggiornate all'8 novembre 2024.
| Stagione              | Squadra               | Campionato            | Campionato | Campionato | Coppe nazionali | Coppe nazionali | Coppe nazionali | Coppe continentali | Coppe continentali | Coppe continentali | Altre coppe | Altre coppe | Altre coppe | Totale | Totale | Totale |
| Stagione              | Squadra               | Comp                  | Pres       | Reti       | Comp            | Pres            | Reti            | Comp               | Pres               | Reti               | Comp        | Pres        | Reti        | Pres   | Reti   |        |
| --------------------- | --------------------- | --------------------- | ---------- | ---------- | --------------- | --------------- | --------------- | ------------------ | ------------------ | ------------------ | ----------- | ----------- | ----------- | ------ | ------ | ------ |
| 2016-feb. 2017        | Legia Varsavia        | EK                    | 1          | 0          | CP              | 0               | 0               | -                  | -                  | -                  | -           | -           | -           | 1      | 0      |        |
| feb.-giu. 2017        | Zagłębie Sosnowiec    | 1L                    | 15         | 2          | CP              | -               | -               | -                  | -                  | -                  | -           | -           | -           | 15     | 2      |        |
| ago. 2017             | Legia Varsavia        | EK                    | 0          | 0          | CP              | 0               | 0               | UCL                | 2                  | 1                  | SP          | 0           | 0           | 2      | 1      |        |
| ago. 2017-2018        | Wisła Płock           | EK                    | 29         | 1          | CP              | 1               | 0               | -                  | -                  | -                  | -           | -           | -           | 30     | 1      |        |
| ago. 2018             | Legia Varsavia        | EK                    | 1          | 0          | CP              | 0               | 0               | UCL+UEL            | 0                  | 0                  | SP          | 0           | 0           | 1      | 0      |        |
| Totale Legia Varsavia | Totale Legia Varsavia | Totale Legia Varsavia | 2          | 0          |                 | 0               | 0               |                    | 2                  | 1                  |             | 0           | 0           | 4      | 1      |        |
| ago. 2018-2019        | Lechia Danzica        | EK                    | 22         | 1          | CP              | 4               | 0               | -                  | -                  | -                  | -           | -           | -           | 26     | 1      |        |
| 2019-gen. 2020        | Achmat Groznyj        | PL                    | 6          | 0          | KR              | 2               | 1               | -                  | -                  | -                  | -           | -           | -           | 8      | 1      |        |
| gen.-giu. 2020        | Ankaragücü            | SL                    | 14         | 0          | TK              | -               | -               | -                  | -                  | -                  | -           | -           | -           | 14     | 0      |        |
| 2020-2021             | Çaykur Rizespor       | SL                    | 31         | 2          | TK              | 3               | 1               | -                  | -                  | -                  | -           | -           | -           | 34     | 3      |        |
| 2021-2022             | Konyaspor             | SL                    | 35         | 3          | TK              | 3               | 1               | -                  | -                  | -                  | -           | -           | -           | 38     | 4      |        |
| 2022-2023             | Konyaspor             | SL                    | 26         | 0          | TK              | 2               | 0               | UECL               | 3                  | 1                  | -           | -           | -           | 31     | 1      |        |
| ago.-set. 2023        | Konyaspor             | SL                    | 4          | 0          | TK              | 0               | 0               | -                  | -                  | -                  | -           | -           | -           | 4      | 0      |        |
| Totale Konyaspor      | Totale Konyaspor      | Totale Konyaspor      | 65         | 3          |                 | 5               | 1               |                    | 3                  | 1                  |             | -           | -           | 73     | 5      |        |
| set. 2023-2024        | Ohod                  | PD                    | 28         | 7          | KC              | 1               | 1               | -                  | -                  | -                  | -           | -           | -           | 29     | 8      |        |
| ago.-set. 2024        | Ohod                  | PD                    | 3          | 1          | KC              | 0               | 0               | -                  | -                  | -                  | -           | -           | -           | 3      | 1      |        |
| Totale Ohod           | Totale Ohod           | Totale Ohod           | 31         | 8          |                 | 1               | 1               |                    | -                  | -                  |             | -           | -           | 32     | 9      |        |
| set. 2024-2025        | Zamalek               | PL                    | 2          | 0          | CE              | 0               | 0               | CC                 | 0                  | 0                  | SE+SA       | 2+1         | 0           | 5      | 0      |        |
| Totale carriera       | Totale carriera       | Totale carriera       | 217        | 17         |                 | 16              | 4               |                    | 5                  | 2                  |             | 3           | 0           | 241    | 23     |        |

## Palmarès

### Club

#### Competizioni nazionali
- Coppa di Polonia: 1

Lechia Danzica: 2018-2019

#### Competizioni internazionali
- Supercoppa CAF: 1

Zamalek: 2024